# Siedlungsgeschichte Kapellenberg (Taunus)
Die Siedlungsgeschichte des Kapellenbergs bei Hofheim am Taunus reicht bis in die Jungsteinzeit zurück. Eine umfangreiche Besiedlung bestand während der Epoche der Michelsberger Kultur, was durch die große, sich heute noch abzeichnende Ringwallanlage bezeugt wird. Aber auch schnurkeramische Grabanlagen oder die Überreste eines römischen Wachturms deuten die besondere Stellung an, die der Kapellenberg für die Besiedlung der Region bei Hofheim hatte. Ein weiteres bedeutendes Bauwerk ist die für den Kapellenberg namensgebende Kapelle aus dem 17. Jahrhundert im Süden des Plateaus.

## Die Bauwerke und Fundstellen auf dem Kapellenberg

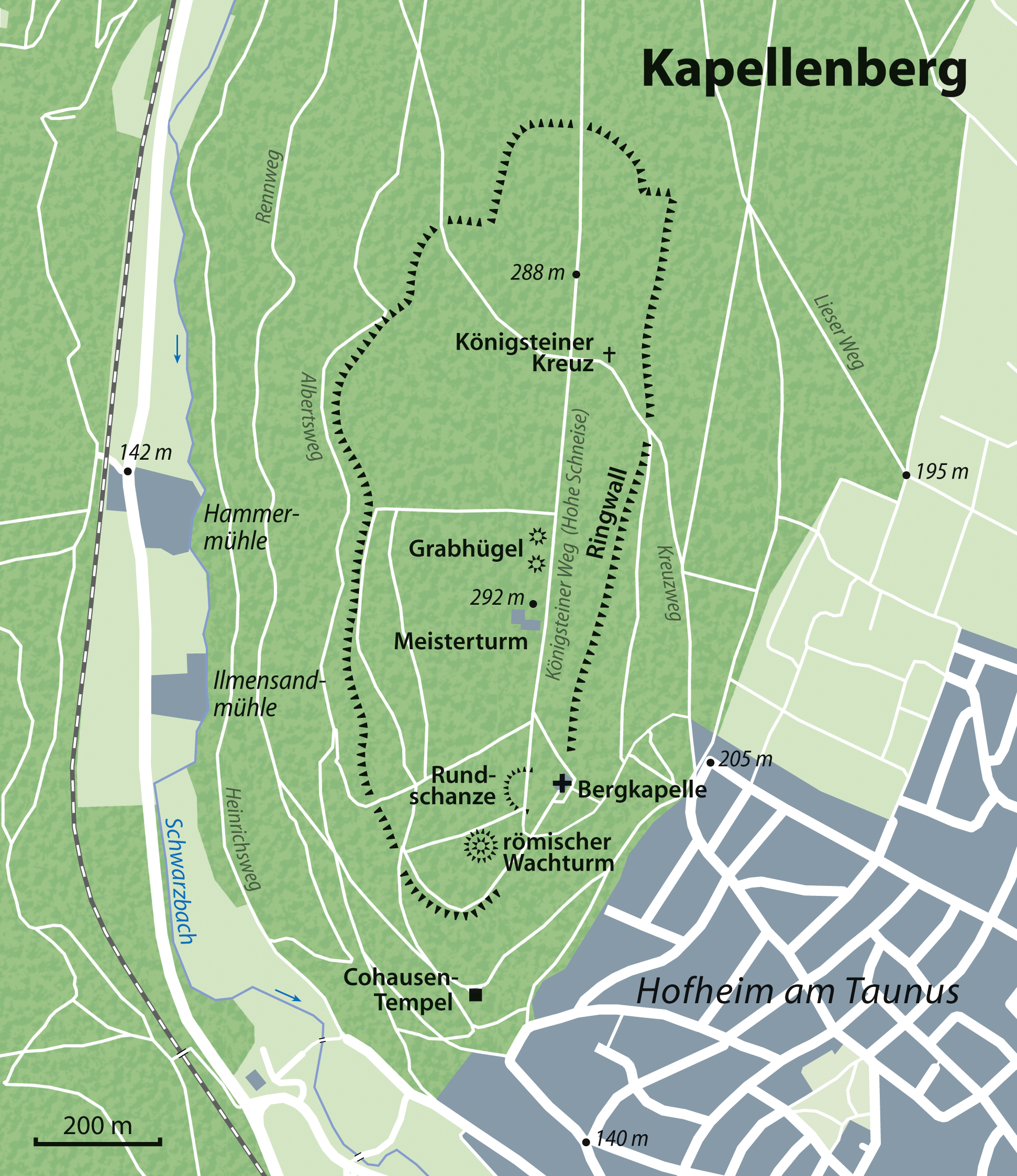
Übersicht über die Anlage

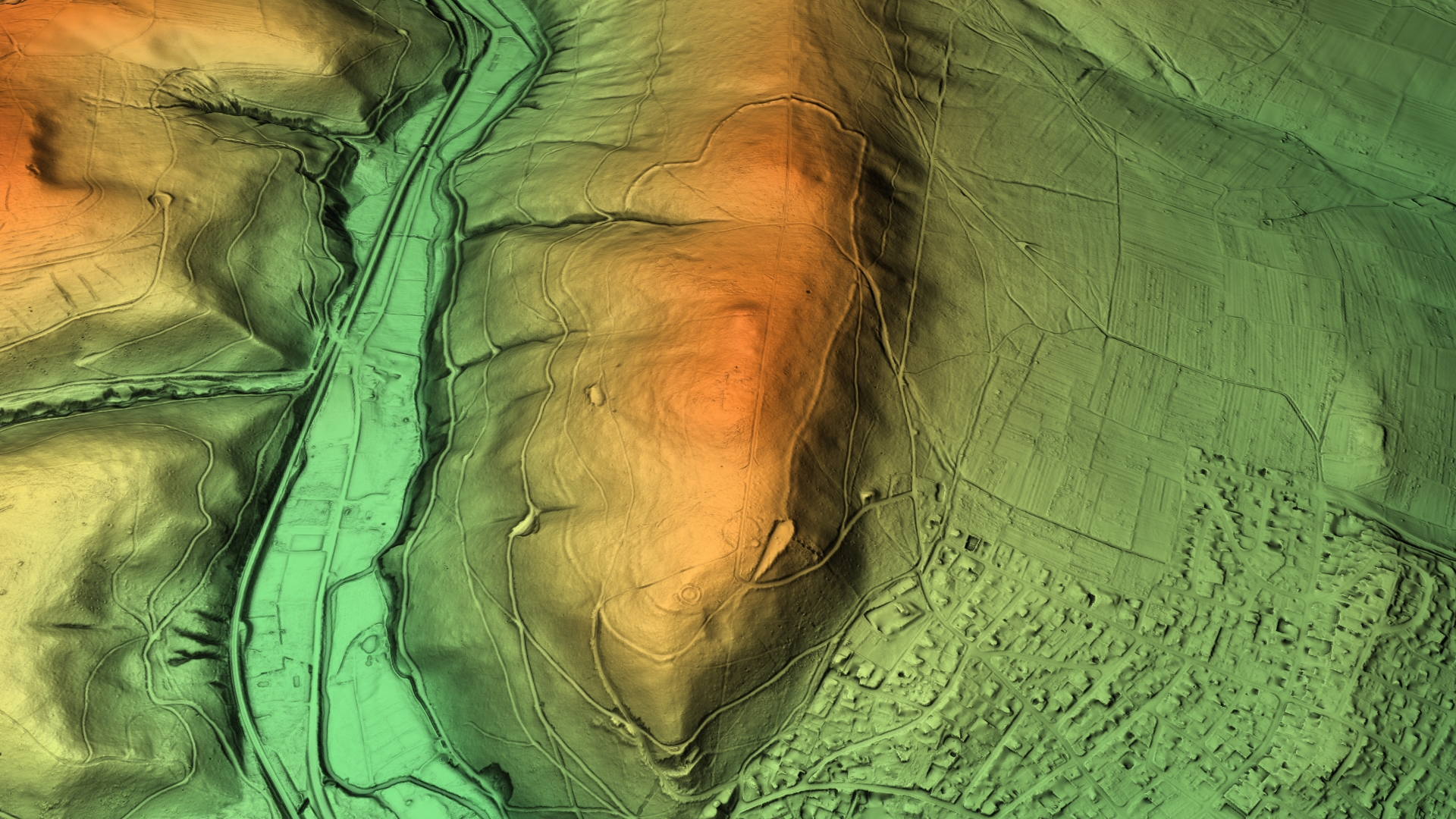
Digitales Reliefbild des Kapellenbergs

Der Ringwall umschließt den größten Teil des Bergrückens. Er ist im Nordbereich am ausgeprägtesten wahrzunehmen. Zwei Grabanlagen etwa in der Mitte des Ringwalls können aufgrund der Untersuchungen der schnurkeramischen Kultur zugeordnet werden.
Im Süden befinden sich die Überreste eines frührömischen Wach- und Beobachtungsturms, der von einem Schutzgraben umgeben war und von dem man Sichtverbindung zum Kastell Hofheim hatte, und eine kleine Rundschanze mit etwa 60 m Durchmesser.
Eine Kapelle aus dem 17. Jahrhundert im Süden nahe der Bergspitze ist Namensgeber für den Bergrücken. Ebenfalls mittig der Anlage befindet sich der Aussichtsplatz Meisterturm und im Süden außerhalb des Walls der Cohausen-Tempel. Ein historischer Lehrpfad von rund 3,5 km Länge führt durch die Anlage an den historischen Stätten vorbei.

## Überblick über die Siedlungsgeschichte
Die jüngsten Forschungen zeigen, dass der aus der Zeit der Michelsberger Kultur stammende jungsteinzeitliche Ringwall ursprünglich aus einem reinen Palisadenwall bestand. Er folgte dabei einer natürlichen Senke. Nachdem der Palisadenwall niedergebrannt war, wurde in einer zweiten Phase ein Erdwall aufgeschüttet. Auch dieser zeigt Brandspuren. In einer dritten Phase wurde der Erdwall nochmals erhöht. Umfangreiche Pfeilspitzenfunde deuten auf kriegerische Auseinandersetzungen hin. Ob die Brände im Zusammenhang mit diesen Kämpfen stehen, ist unbekannt. Der Umfang der Anlage lässt darauf schließen, dass sie eines der großen politischen und wirtschaftlichen Zentren der damaligen Zeit im Rhein-Main-Gebiet war. Angenommen wird, dass die Besiedlung etwa 600 Jahre andauerte.
In Fachkreisen ist man sich uneinig, wann der römische Wachturm errichtet und wie lange er genutzt wurde. Einige Experten gehen von einer Nutzung in den Jahren 40 bis 70 n. Chr. aus, andere ordnen den Bau des Turms den Jahren 83 bis 86 n. Chr. und dem Chattenkrieg des Domitian zu. Er ist jedenfalls im Zusammenhang mit den römischen Kastellen in Hofheim zu sehen.
Vor der Errichtung der Wallfahrtskapelle trug der Kapellenberg verschiedene andere Namen wie Rabberg, Rabenberg, Rabenkopf, Waldberg und Räuberberg. Der Bau der Kapelle in Fachwerk erfolgte im Jahr 1667. Sie wurde in den Jahren 1771 und 1772 durch einen Steinbau ersetzt. In der Zeit des Ersten Koalitionskrieges wurde sie 1795 zerstört. Der Wiederaufbau erfolgte 1851 und 1895 wurde der Meisterturm errichtet.

## Bodendenkmale

### Der Ringwall
Der Ringwall Kapellenberg ist eine jungsteinzeitliche Verteidigungsanlage und nach dem keltischen Heidetränk-Oppidum die zweitgrößte vorgeschichtliche Anlage im Taunus. Der der Michelsberger Kultur zuzuordnende Wall diente einst der Verteidigung der innerhalb des Walls befindlichen Siedlung. Er umschließt eine Fläche von 46 Hektar. Auf dem Gesamtareal befand sich die größte Anlage dieser Epoche.

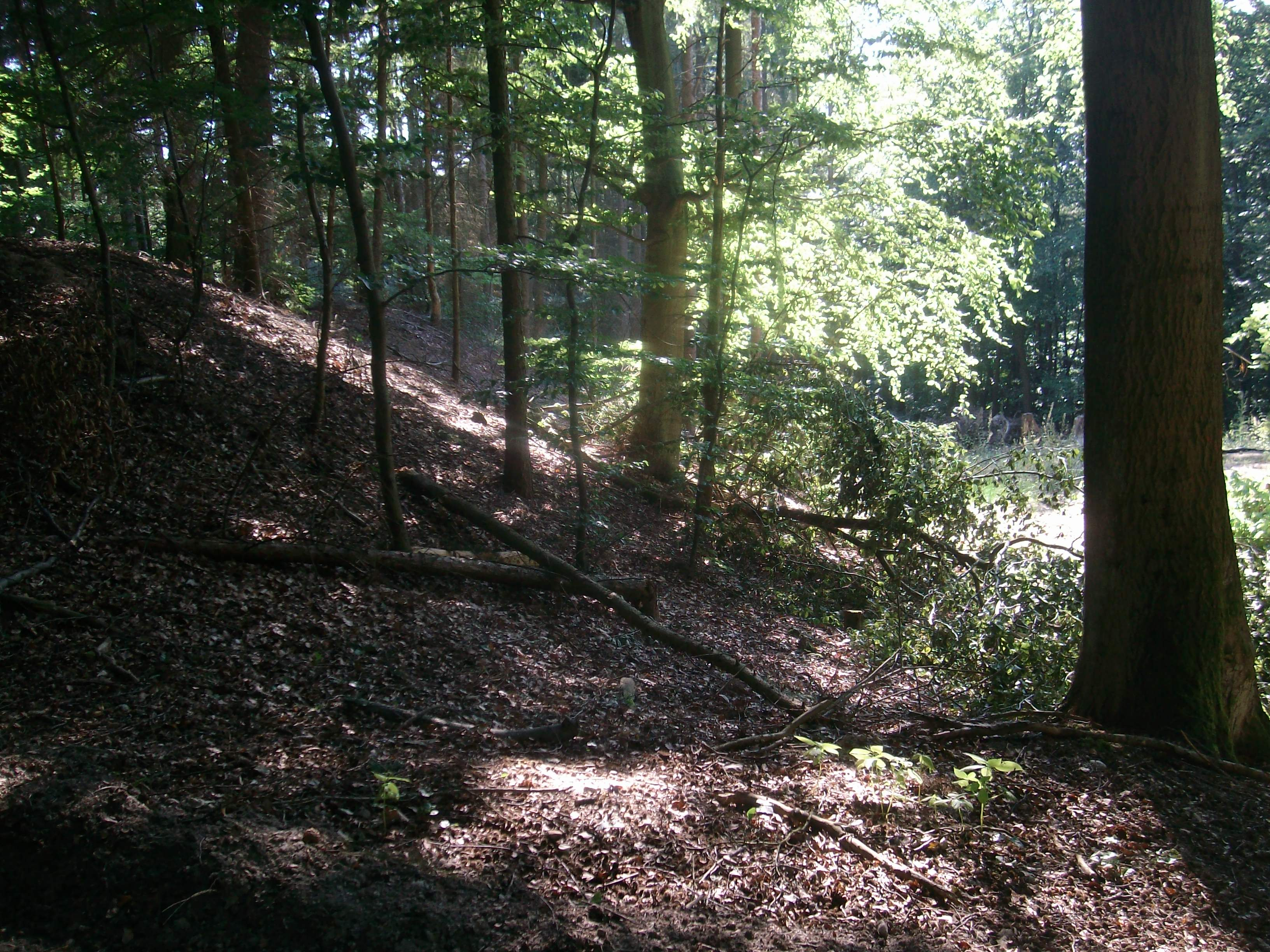
Der Nordwall mit Graben in westlicher Richtung

Zum Bergsattel hin war die Befestigung am stärksten ausgebaut. Der Ringwall hat in Nord-Süd-Richtung eine Länge von etwa 1300 m und in Ost-West-Richtung eine Breite von bis zu 500 m. Der Gesamtumfang beträgt etwas mehr als 3 km.
Im Norden führt der Wall in leichtem Bogen quer über den Bergrücken, biegt dann im Osten und Westen scharf südlich ab. Beiderseits führen rechtwinklige Ecken den Wall an die Bergflanken, wo er bis zur Südspitze dem Geländeverlauf folgt. Im Bereich der Kapelle ist der Wall unterbrochen.
An der Nordseite hat der Wall dort, wo ihn die Königsteiner Straße durchbricht, eine Höhe von 2 m bei einer Basisbreite von 15 m. Der Graben ist dort etwa 1 m tief und 12 m breit. Im Nordbereich hat der Wall eine Höhe bis zu 4 m; durchschnittlich ist er etwa 3,5 m hoch. Dort ist dem Graben ein weiterer 6 m breiter und 0,6 m hoher Außenwall vorgelagert.
An den Bergflanken ist der Wall deutlich schwächer ausgeprägt und eine innenseitige Erhebung kaum noch feststellbar. Die 2,5 m bis 3,0 m hohe Außenböschung ist aber gut wahrnehmbar. Fast überall befindet sich vor dem Hang ein kleiner Absatz, der auf einen verschwemmten Graben hinweist.
Vermutet wird, dass sich im westlichen und östlichen Bereich des Nordwalls wie auch an der Südspitze Toranlagen befanden. Der Erhaltungszustand des Walls ist angesichts seines Alters bemerkenswert gut. Die Bodenhärte und die Bewaldung verhinderten oder verzögerten die Erosion.
Auf der Grundlage der Befunde der Begehungen über mehrere Jahre und der Sammlungen des Vermessers der Denkmalpflege Frankfurt, Rolf Kubon, wird davon ausgegangen, dass sich entlang des Osthangs und in der Mitte der Plateaus die Wohnbehausungen befanden, während sich im westlichen Bereich Nutztierherden aufhielten.

### Die Grabhügel
Dietwulf Baatz entdeckte 1963 die Grabhügel und Rolf Kubon untersuchte 1975 einen davon. Es waren keine Megalithgräber, volkstümlich auch Hünengräber genannt, sondern bestanden aus Erde, wahrscheinlich mit einem den Hügelfuß umgebenden Steinwall.
Da das verwendete Erdreich aus dem Bereich der Gesamtanlage entnommen worden war, enthält es eine auffällige Menge von Fundstücken, die der Michelsberger Kultur zuzuordnen sind. Die Grabhügel gehören aber der schnurkeramischen Kultur an.
Man vermutet, dass der untersuchte Hügel ursprünglich einen Durchmesser von etwa 6 m hatte und bis zu 2 m hoch war. Heute ist er bis auf etwa 12 m Durchmesser und 0,5 m Höhe abgeschwemmt. Einzelne größere Geröllstücke könnten zur Umfassung des Hügelfußes gehört haben.
Zwischen 3750 und 3650 v. Chr. existierte auf dem Kapellenberg ein Dorf mit etwa 900 Einwohnern. Im 19. Jahrhundert wurden aus einem damals noch nicht erkannten gewaltigen Grabhügel zwei steinerne Beilklingen geborgen. Mit der Entdeckung, und der Interpretation als Grabmonument folgerten Archäologen im 21. Jahrhundert, dass die Beile Grabbeigaben für eine bedeutende Persönlichkeit gewesen sein müssen. Das Grab selbst ist nicht erhalten, wurde vielleicht im 19. Jahrhundert zerstört. Eine der beiden Klingen ist aus Jade gefertigt worden.

### Die Rundschanze

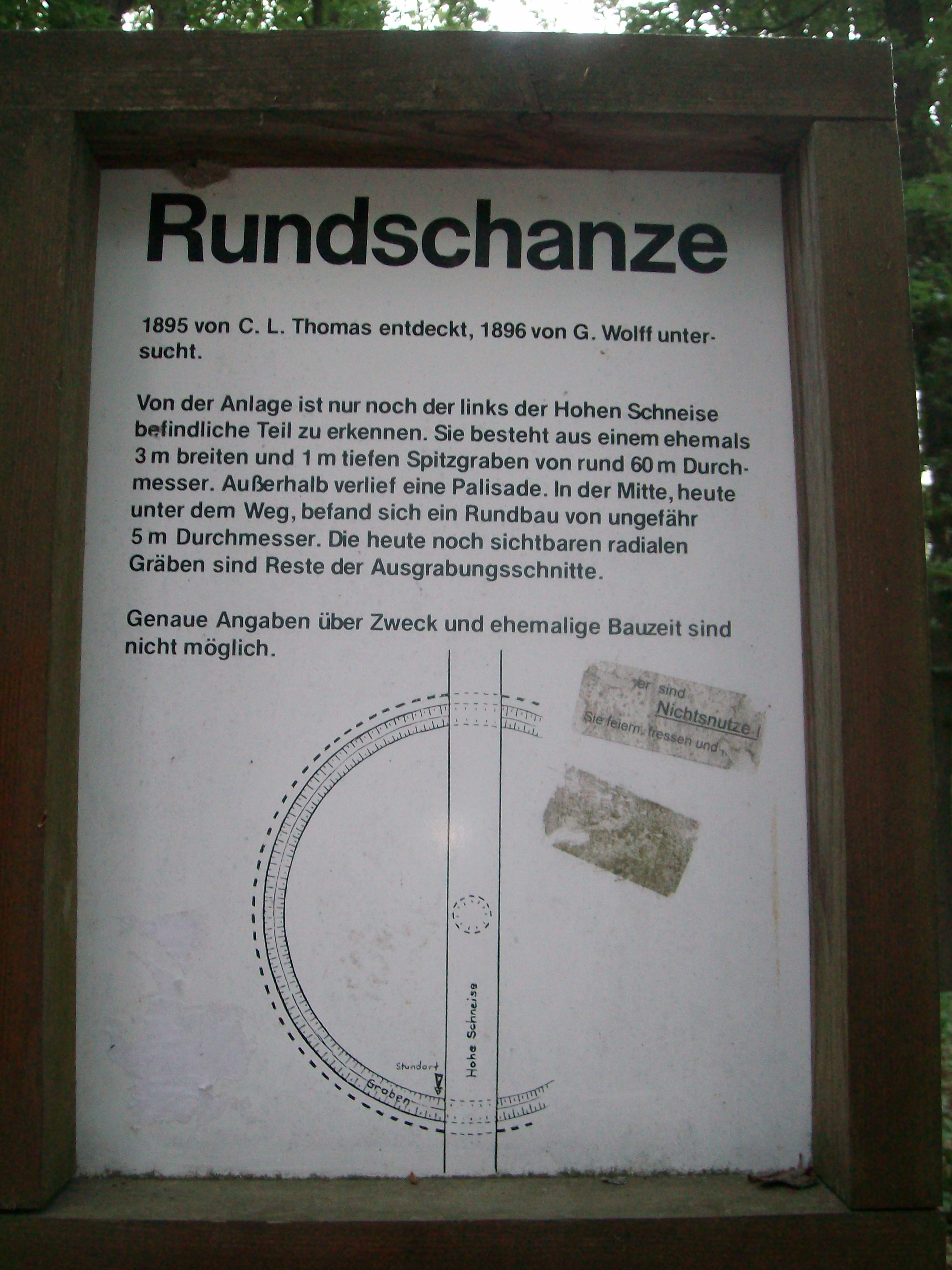
Hinweise an der Rundschanze

Die Rundschanze mit 60 m Durchmesser wurde 1895 von Christian Ludwig Thomas entdeckt und 1896 von Georg Wolff erkundet. Sie war vermutlich zur Entwässerung von einem 3 m breiten und 1 m tiefen Graben und einer Palisade umgeben. Die Anlage wird vom Königsteiner Weg durchschnitten. Sichtbare radiale Gräben zeigen die seinerzeitigen Grabungsschnitte. Im Mittelpunkt der Anlage wurde ein Rundbau mit einem Durchmesser von etwa 5 m festgestellt, der 0,9 m in den Boden eingelassen war. Das Erdreich hat im Bereich der Anlage eine ungewöhnliche dunkle Färbung, wie sie im Umfeld nicht wieder vorgefunden wurde. Fritz-Rudolf Herrmann vermutet, dass es sich um eine kultische Anlage möglicherweise keltischen Ursprungs handelte, mit einer Funktion ähnlich den Henge-Monuments. Der frühere Name Rabberg des Kapellenbergs könnte für diese Theorie ein Indiz sein (sinngemäße Übersetzung Rab = Dem Heiligen zugehörend).
Christian Ludwig Thomas ordnete die Schanze dagegen einer Eremitage zu.

### Der römische Wachturm

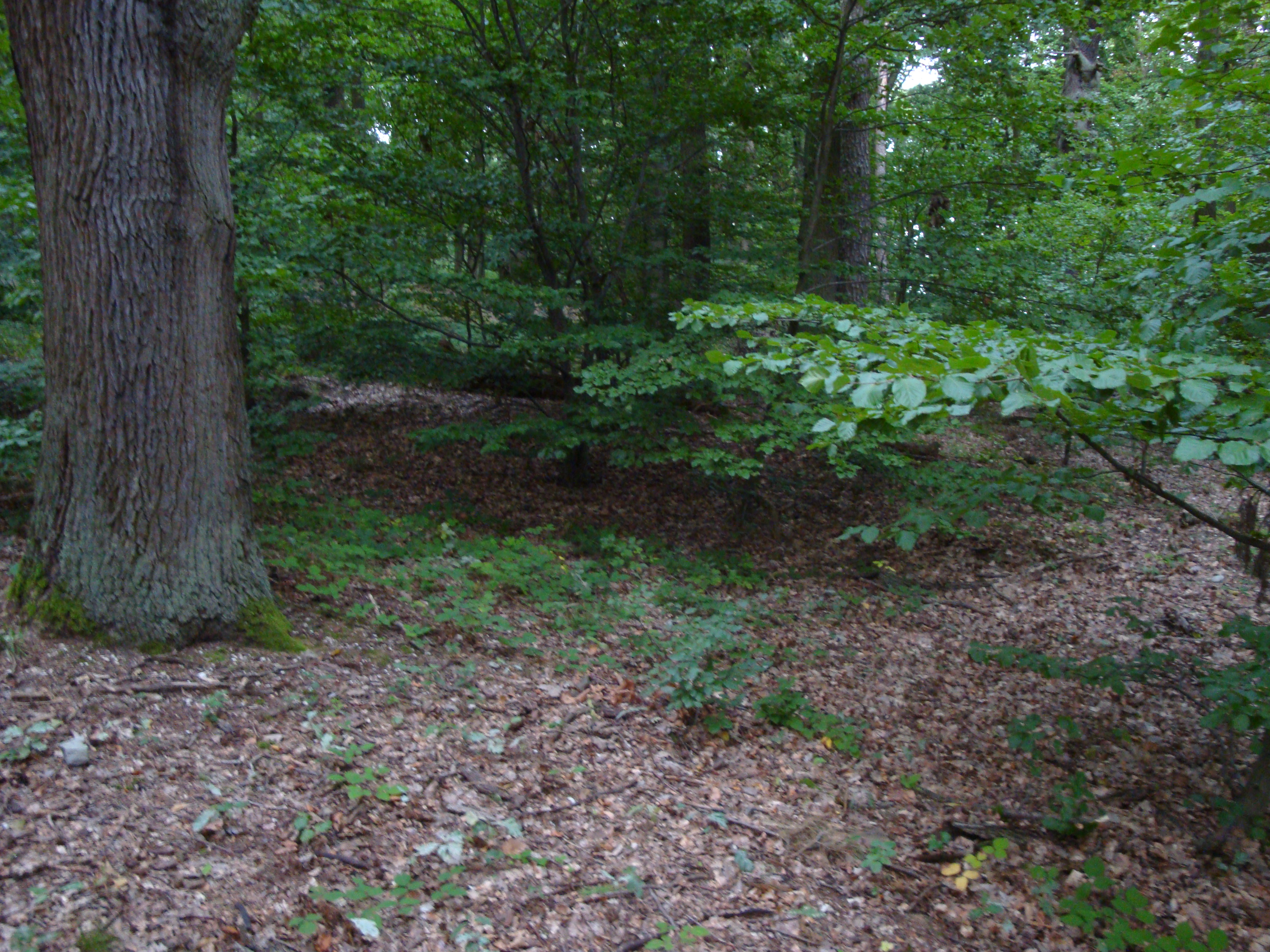
Reste der Wallanlage am römischen Wachturm

Die Reste des römischen Wachturms wurden 1887 von Karl August von Cohausen gefunden und 1896 von Georg Wolff untersucht. Die kleine Wallanlage um den Turm ist nahezu kreisrund mit einem Durchmesser von 35 m. Sie besteht aus zwei ursprünglich rund 4,5 m breiten und 1,5 m tiefen Gräben. Zwischen den Gräben befand sich ein flacher Wall. Im Zugangsbereich waren die Gräben zueinander versetzt angeordnet. Der etwa 150 m2 große Innenbereich war durch eine Holzwand geschützt. Hierbei kann es sich nicht um eine Palisade gehandelt haben. Wahrscheinlicher ist eine Flecht- oder Bohlenwand mit davorliegendem Erddamm, wie man sie schon häufiger bei leichten Befestigungen der römischen Zeit fand.
Der Turm hatte wahrscheinlich eine beträchtliche Höhe. Dies lässt sich daraus schließen, dass seine Gründungspfähle 2,2 m tief in den steinigen Boden eingelassen waren.
Vom Turm aus bestand eine Sichtverbindung zum Kastell Hofheim. Die Mainebene ließ sich von dort aus gut überwachen. Aus örtlichen Funden ist zu schließen, dass die Turmbesatzung immer mehrere Tage dort stationiert war. Nördlich des Turms innerhalb der Wallanlage befanden sich Überreste eines Wohngebäudes, das wahrscheinlich der Turmbesatzung als Unterkunft diente. Über das Aussehen des Turms ist nichts bekannt. Aufgrund des deutlich höheren Alters ist er mit Sicherheit nicht mit den Limestürmen vergleichbar. Im nördlichen Hinterland des Limes existierten aber ähnliche Türme, die ebenfalls zur Signalübermittlung gedient haben dürften. Solche rückwärtigen Türme wurden nachgewiesen bei Wölfersheim-Wohnbach und am Johannisberg bei Bad Nauheim. Dazu gehört auch der vergrößerte Limeswachturm Wp 4/16 auf dem Gaulskopf im Taunus.

### Erkundung der Bodendenkmale
Im Jahr 1880 dokumentierte der Archäologe Karl August von Cohausen erstmals den gut erkennbaren Nordbereich des Ringwalls. Er interpretierte ihn als reinen Abschnittswall. Erst 1895 entdeckte Christian Ludwig Thomas, dass der Wall die komplette Bergkuppe umschließt. 1896 untersuchte G. Wolff Rundschanze und Römerturm. Knapp 80 Jahre wurden dann auf dem Kapellenberg keine weiteren gezielten Forschungen durchgeführt, bis im Jahr 1975 unter der Leitung von Kubon eine der Grabanlagen geöffnet wurde und die Grabanlagen der schnurkeramischen Kultur zugeordnet wurden.

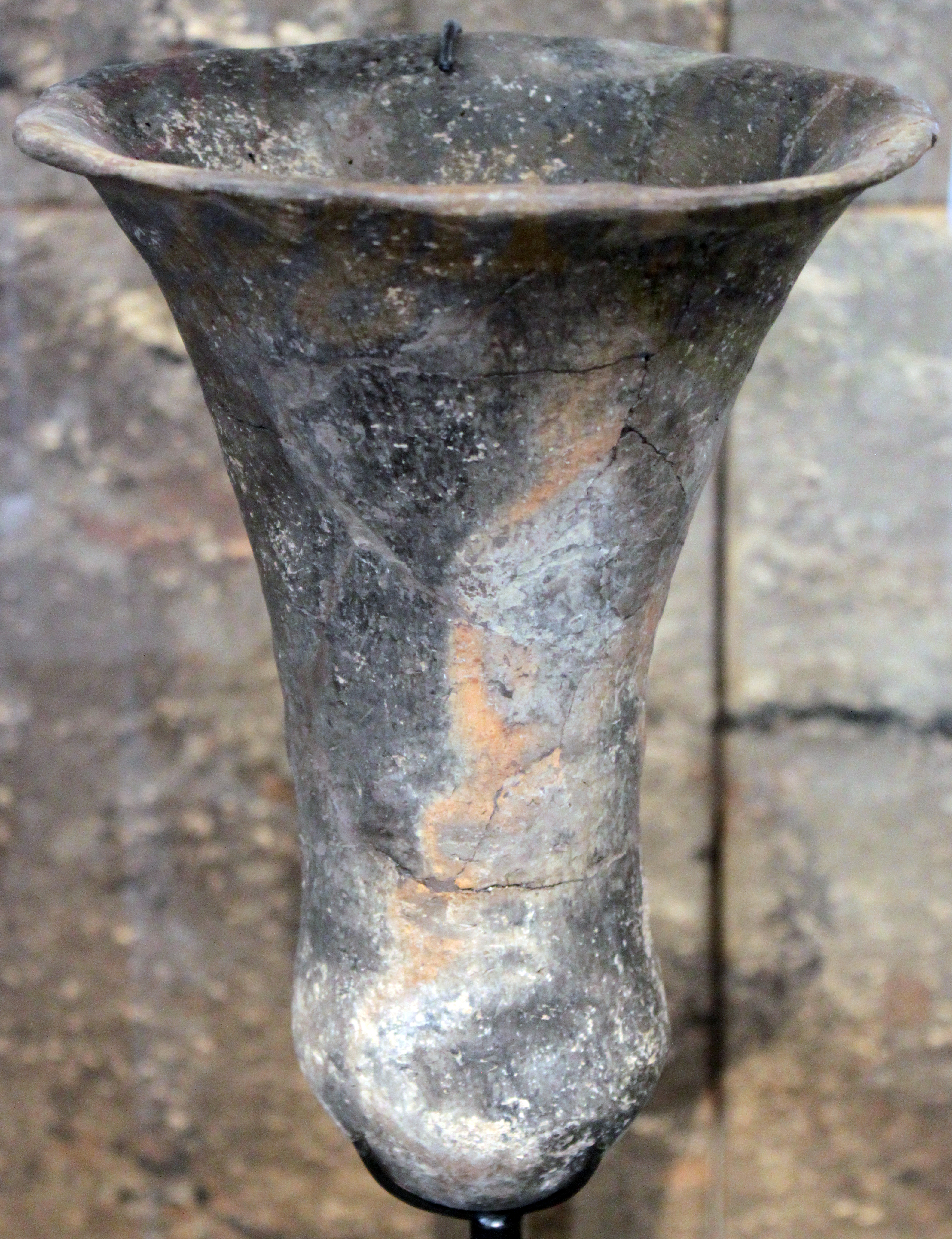
Tulpenbecher der Michelsberger Kultur, Landesmuseum Württemberg

Die Befunde der Hauptanlage basierten bis 2008 weitgehend auf Lesefunden. Diese ließen schon frühzeitig darauf schließen, dass der Kapellenberg bereits zur Zeit der Michelsberger Kultur umfangreich besiedelt war. Auch eine Besiedlung in der hallstattzeitlichen Epoche erscheint aufgrund der Funde wahrscheinlich. Angenommen wurde auch, dass der Kapellenberg bereits in der La-Tène-Zeit eine Befestigung aufwies.
Bis 2008 ging man aufgrund des Umfangs, des Erhaltungszustandes und der Darstellung der Anlage davon aus, dass der Ringwall auf dem Kapellenberg im Frühmittelalter erneut befestigt wurde. So vermutete W. Görich eine merowingische Landfeste, also eine fränkische Großfeste im Zusammenhang mit der Reichsorganisation im 7. Jahrhundert n. Chr., ähnlich den Anlagen am Glauberg, am Christenberg und am Büraberg. Fritz-Rudolf Herrmann schloss sich dieser Vermutung aufgrund der Führung des Walls und einzelner Bauelemente an. Diese Annahmen erwiesen sich aber bei den späteren Erkundungen als falsch.
Als Kooperationsprojekt des Instituts für Vor- und Frühgeschichte der Universität Mainz, des Landesamts für Denkmalpflege Hessen und des Römisch-Germanischen Zentralmuseums Mainz wurden im Juli 2008 Ausgrabungen an der Anlage als Lehrgrabung durchgeführt, maßgeblich finanziert durch die Stadt Hofheim. In ihrer Dissertation schlussfolgerte Nadine Richter, dass es sich bei der Anlage um ein Bauwerk der Michelsberger Kultur handelt. Diese Erkenntnis widerlegte die bisherige Annahme einer frühmittelalterlichen Konstruktion. Vielmehr ist die Anlage in die Jungsteinzeit einzuordnen und demzufolge mehrere tausend Jahre älter als ursprünglich angenommen.
2009 wurden die Grabungen fortgesetzt, bei denen unterhalb eines schnurkeramischen Grabhügels Überreste einer Behausung mit dem Grundriss von 6 m × 9 m gefunden wurden. Es gibt nur sieben vergleichbare Funde in Deutschland. Auch diese, von Bettina Hünerfauth geleiteten Grabungen finanzierte weitgehend die Stadt Hofheim. Sie konzentrierten sich im Wesentlichen auf einen kleinen Vorwall im Nordbereich. Dort fanden sich auch Hinweise auf ein Palisadengräbchen, das wohl in einer späteren Bauphase zugeschüttet wurde.
Weitere Untersuchungen wurden im September 2015 durchgeführt. Sie sind Teil der Untersuchungen zur Besiedlungsdichte in der Anlage.

## Bauwerke

### Die Kapelle

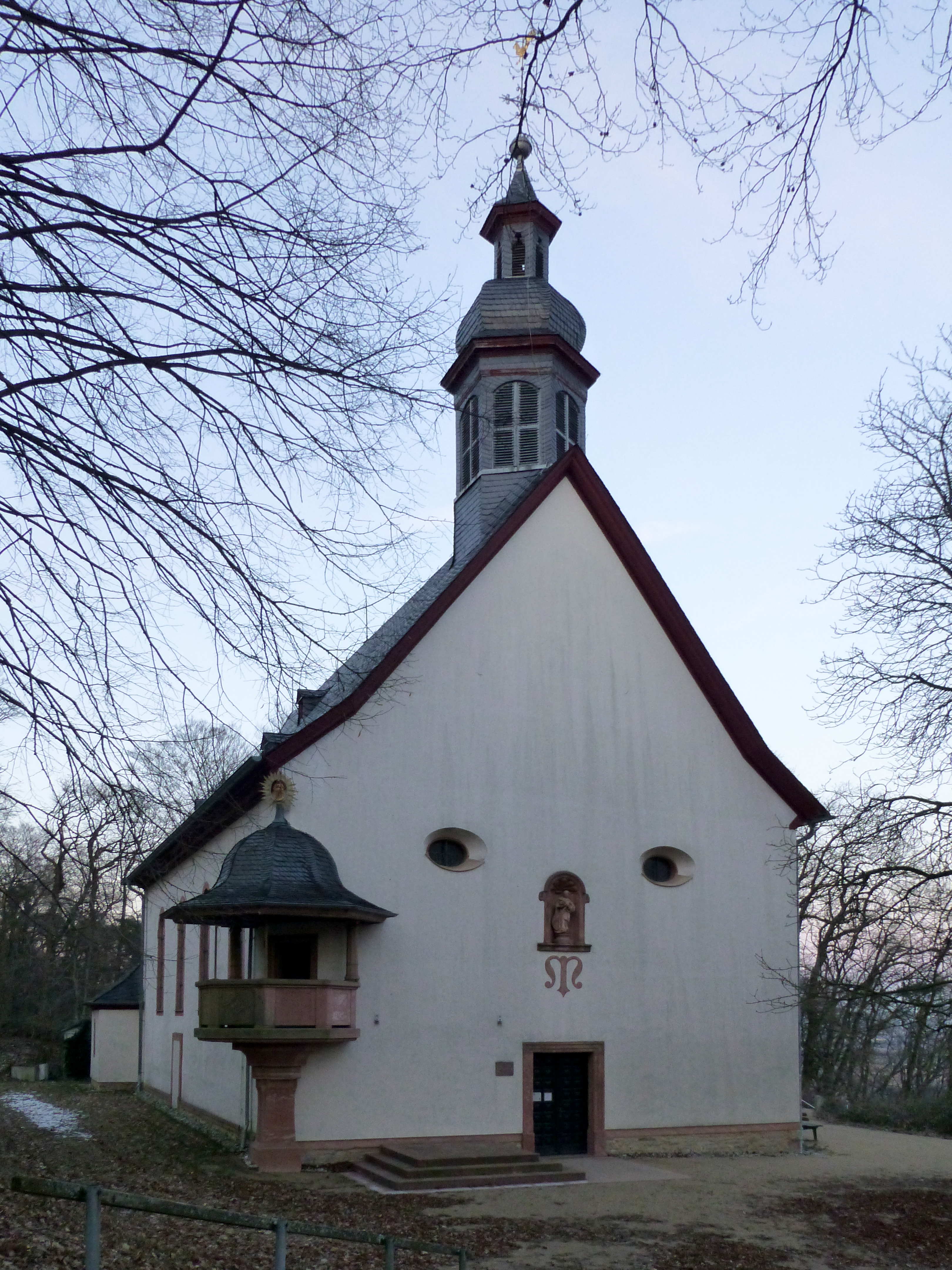
Die Kapelle

Die Marien-Kapelle war ursprünglich als Gelöbnis- und Dank-Kapelle vorgesehen. Auf dem Dach befindet sich ein barock-klassizistischer Haubendachreiter mit Spitzhelmlaterne und an einem Eck der Eingangsfassade an der Giebelseite eine überdachte Freikanzel. Die Wände des Saalbaus besitzen je vier Bogenfenster. Zahlreiche qualitätvolle barocke Skulpturen, die zum Teil aus den Vorgängerbauten stammen, zieren den Innenraum, ebenso wie der Orgelprospekt und das Kirchengestühl.
Die Geschichte der Kapelle geht in das Jahr 1666 zurück, als das Rhein-Main-Gebiet von einer Pestwelle heimgesucht wurde. Die Pfarrchronik berichtet, dass der damalige Pfarrer Gleidener die Gemeinde in einer Prozession auf den „Hofheimer Waldberge, welcher bisher Räuber- oder Rabberg genannt wurde“, führte und ihr dort das Versprechen abnahm, eine Kapelle zu bauen, wenn Hofheim von der Pest verschont bliebe. Dabei wollte Pfarrer Gleidener auch den Namen Carmelberg für den Kapellenberg durchsetzen.
Als Hofheim im Gegensatz zu umliegenden Siedlungen tatsächlich von der Pest verschont blieb, begann die Gemeinde am 12. Juli 1666 mit der Vorbereitung des Baugrundes.
Im Juni des Jahres 1667 wurde das Fachwerk der ersten Kapelle aufgeschlagen, am 6. August 1667 folgte die Weihe der Fundamente durch Pfarrer Gleidener, am 15. August die Grundsteinlegung unter dem Altar.
Am 29. September 1667 weihte der Dekan des Landescapitels Castel, Pfarrer Hassel, die Kapelle zu Ehren der Jungfrau Maria und der Schutzheiligen Sebastian und Rochus. Die Kapelle war damals 12 m lang, 6 m breit und 5,4 m hoch.
1668 folgte der Bau eines Vorhauses mit Glockenturm. In den Jahren 1668 bis 1670 wurden weitere Ausbauten und Ausschmückungen des Innenraums vorgenommen. 1682 fand die Weihe des Hauptaltars statt, damit war die Kapelle vollendet.
Die Baukosten wurden ausschließlich durch Spenden finanziert, wobei der aus einer wohlhabenden Familie stammende Pfarrer Gleidener einen großen Teil aus seinem Privatvermögen beitrug.
Aufgrund der steigenden Anzahl von Gläubigen und Pilgern erfolgte ab 1771 eine Neuerrichtung der Kapelle als Steinbau mit 12,6 m Breite, 27,9 m Länge und 13,2 m Höhe. Die alte Fachwerkkapelle wurde demontiert und in Kelkheim wieder aufgebaut. In den Koalitionskriegen zerstörten französische Soldaten 1795 große Teile der Kapelle, die danach nur notdürftig wieder in Stand gesetzt wurde. Zwischenzeitlich wurde ein Abriss der Kapelle erwogen, durch die Initiative des Pfarrers Hilf aber eine völlige Sanierung eingeleitet. Diese war 1857 abgeschlossen. 1864 erhielt die Kapelle als Geschenk der Kirchengemeinde Zeilsheim eine Orgel. 1916 wurde der von Prälat Buus gestiftete Treppenaufgang zur Kapelle errichtet. Dort wurden auch die ersten vier Fußfälle verlegt. 1965/66 erfolgte nochmals eine Grundrenovierung.

### Der Kreuzweg

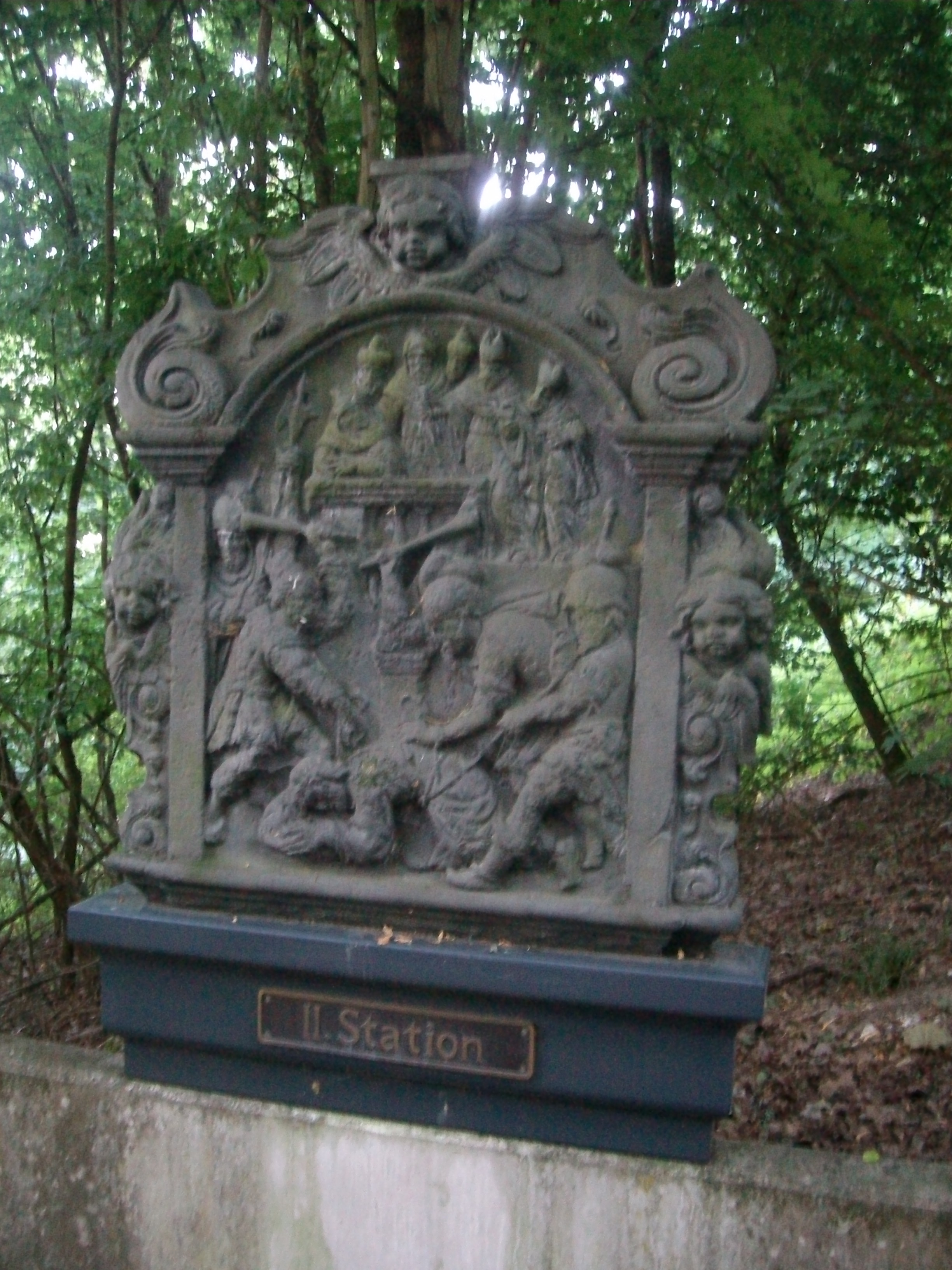
Kopie des zweiten Fußfalls

Der Besuch der Kapelle aus dem Umland war von Anfang an sehr rege. Eine weitere Ausschmückung der Kapelle erfolgte allerdings nicht, da man angesichts der wachsenden Zahl von Pilgern und der beschränkten Räumlichkeiten schon früh davon ausging, dass schon bald ein weiterer Neubau der Kapelle notwendig werden würde. Bereitwillig spendeten Geistliche und Bürger dafür. Mit dem Geld wurde der Kreuzweg mit seinen sieben Fußfällen eingerichtet. Die Komposition mit sieben Stationen ist typisch für den deutschen Raum.
Die Kreuzwegstationen mit den Leidensstationen Jesu schuf der Aschaffenburger Bildhauer Antonius Wermerskirch. Die Tafeln, die 1701 und 1702 aufgestellt wurden, tragen Denksprüche und die Namen der Stifter.
1916 wurden die Stationen zum ersten Mal versetzt. Seit 1970 stehen die erhaltenen fünf Stationen an den Außenwänden in der Kapelle. Station IV und Station V sind dem Vandalismus zum Opfer gefallen. Kopien der erhaltenen Fußfälle befinden sich an der Zugangstreppe zur Kapelle.
- Station I zeigt den von Henkersknechten niedergeworfenen und in Gegenwart von Hohepriestern misshandelten Jesus. Der Oberteil dieses Fußfalls ist zerstört.
- Station II zeigt den misshandelten Jesus vor den Richtern und den Hohepriestern.
- Auf Station III spricht Pilatus das Urteil über Jesus.
- Auf der Station IV war wahrscheinlich der unter der Last des Kreuzes zusammengebrochene Jesus dargestellt. Diese Station ist zerstört.
- Auch Station V ist zerstört. Wahrscheinlich zeigte sie den am Kalvarienberg angekommenen und zusammengesunkenen Jesus.
- Auf Station VI ist der auf das Kreuz fixierte Jesus dargestellt.
- Station VII zeigt das Aufstellen des Kreuzes.

### Das Königsteiner Kreuz

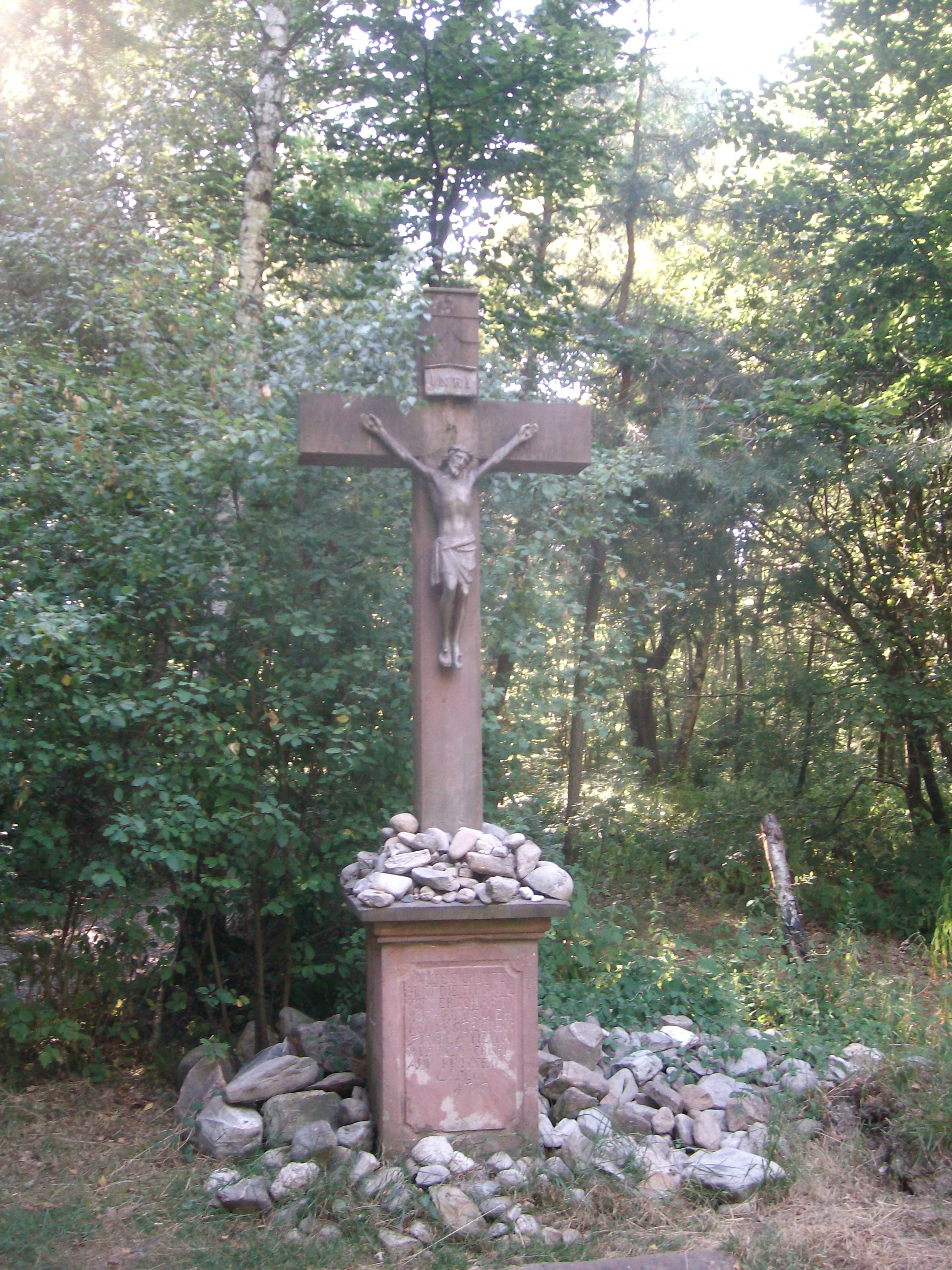
Das Königsteiner Kreuz

Das Königsteiner Kreuz aus rotem Sandstein wurde 1792 von Hofheimer Bürgern gestiftet und am früheren Königsteiner Weg aufgestellt. Heute verläuft der Königsteiner Weg etwa 50 m weiter westlich. Das Kreuz ist der Treffpunkt von Wallfahrern aus dem Königsteiner Gebiet und aus Hofheim, die von dort aus gemeinsam zur Kapelle pilgern.

### Der Jubiläumstempel
Am 2. August 1864 wurde im Nassauer Herrschaftsgebiet das 25-jährige Regierungsjubiläum von Herzog Adolph gefeiert. Aus diesem Anlass wurde wenige Meter neben der Kapelle ein hölzerner Jubiläumstempel errichtet. Die geringschätzige Meinung der Hofheimer Bürger über Herzog Adolph fand darin Ausdruck, dass die Kosten der Feierlichkeit zur Einweihung mehr als fünfmal höher lagen als die Baukosten des Tempels. Der Tempel musste wegen Baufälligkeit 1974 abgebrochen werden und wurde 1986 neu aufgebaut.

### Der Meisterturm
1895 errichtete der Hofheimer Taunusklub – Verschönerungsverein auf dem Kapellenberg einen hölzernen Aussichtsturm, benannt nach dem früheren Landrat Dr. Wilhelm von Meister. Ursprünglich war ein Steinturm geplant, dessen Kosten allerdings zu hoch gewesen wären. Am 13. Oktober 1895 wurde der 24 m hohe Turm zur Nutzung freigegeben. Daneben wurde eine Schutzhütte gebaut, in der an Sonn- und Feiertagen auch Gäste bewirtet wurden. In den ersten Wochen des Ersten Weltkriegs war am Meisterturm eine Fliegerwache eingerichtet. Aufgrund der unzureichenden Wartung während und nach dem Ersten Weltkrieg musste der Turm 1921 abgerissen werden. 1928 wurde der heutige Stahlturm errichtet und ab 1929 die Waldgaststätte ausgebaut. Im Zweiten Weltkrieg griff die französische Luftwaffe im Jahr 1940 den Turm an, die Bomben verfehlten aber ihr Ziel um rund 100 m.

### Der Cohausen-Tempel
Wegen seiner Verdienste um die Erforschung der Heimatgeschichte errichtete der Hofheimer Taunusklub und Verschönerungsverein 1910 zu Ehren des 1894 verstorbenen Karl August von Cohausen ein Denkmal in Form eines Tempels. Der Cohausen-Tempel befindet sich nicht innerhalb des Ringwalles, aber in seiner unmittelbaren Nähe.

## Denkmalschutz
Der Bereich der Wallanlage ist ein Bodendenkmal nach dem Hessischen Denkmalschutzgesetz. Nachforschungen und gezieltes Sammeln von Funden sind genehmigungspflichtig, Zufallsfunde den Denkmalbehörden zu melden.
Der Wall wurde in die Liste der Kulturgüter aufgenommen, die nach der Haager Konvention besonders zu schützen sind.

## Galerie

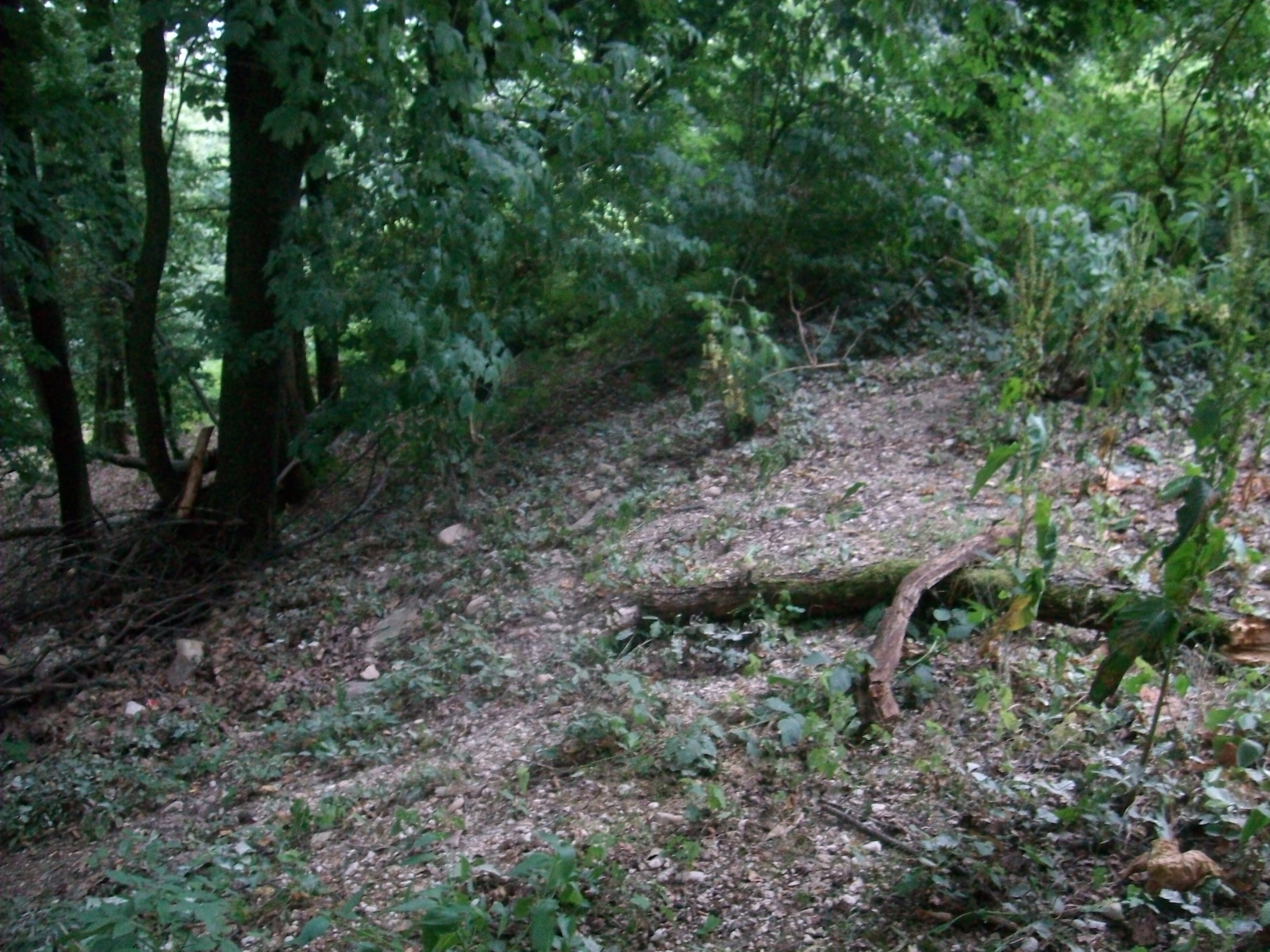
Der Ostwall
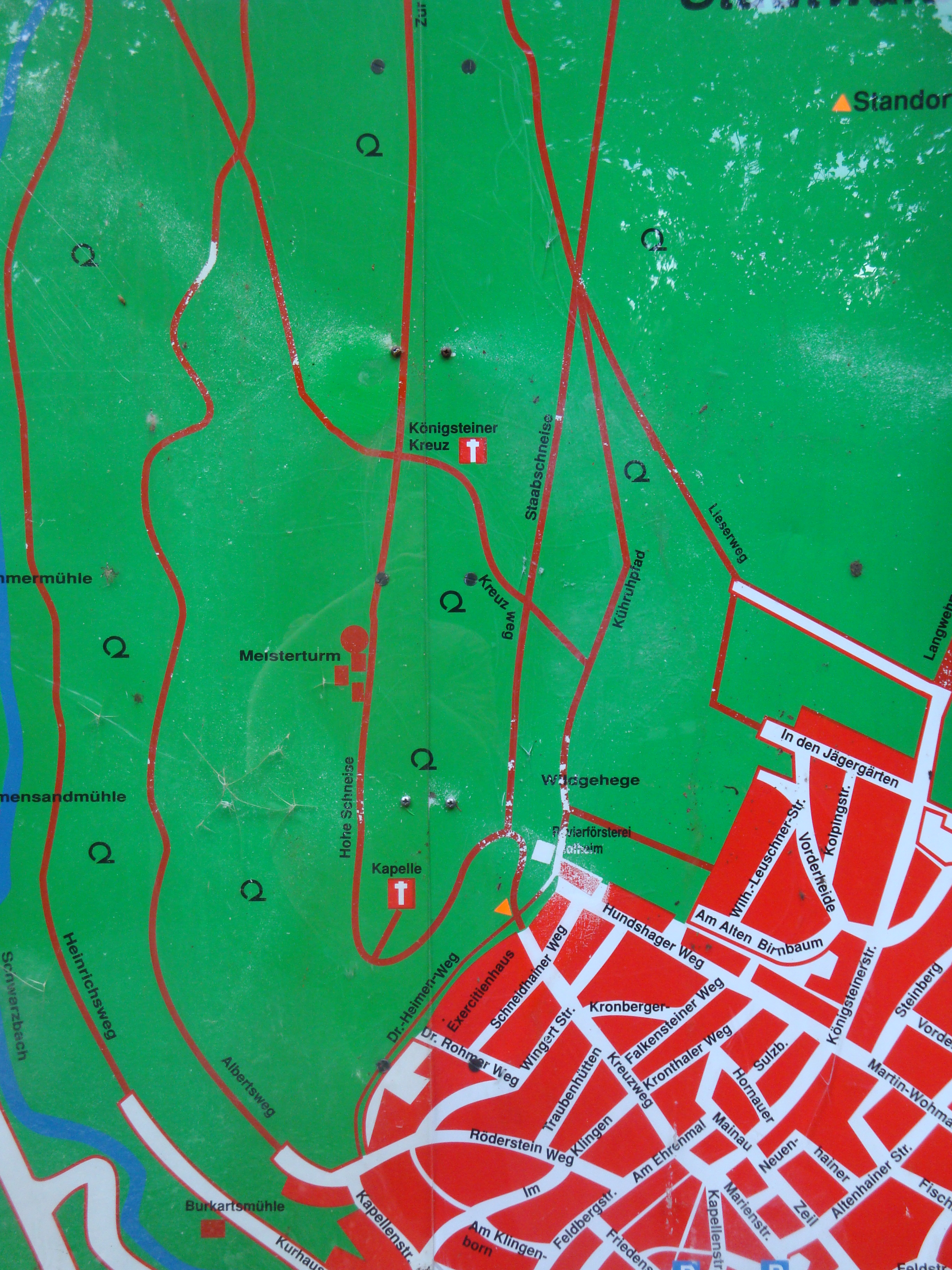
Übersicht über die Wegeführung am Kapellenberg

### RZGM Mainz
- Anfänge der Urbanisierung im Rhein-Main-Gebiet: der Kapellenberg bei Hofheim am Taunus vor 6000 Jahren.
- 25. Juli 2012: Neue archäologische Ausgrabungen am Kapellenberg bei Hofheim/Ts.
- 9. August 2012: Kapellenberg: ein Fundplatz mit europäischer Bedeutung – vor 6000 Jahren und heute

### Stadt Hofheim
- Homepage der Stadt Hofheim zum Thema. Abgerufen am 22. Mai 2025.
- Archäologischer Rundweg auf dem Kapellenberg